# Баккер, Кристиана
Кристиана Верена Баккер (нем. Kristiane Verena Backer; род. 13 декабря 1965, Гамбург) — немецкий арт-дилер, проживающая в Лондоне, ранее работавшая телеведущей, журналисткой и писательницей. 

## Биография
В возрасте 15 лет Беккер отправилась на год в США по программе студенческого обмена.
С 1987 по 1989 год Беккер работал волонтёром на частной радиостанции «Radio Hamburg».
В 1989 году она переехала в Лондон, чтобы работать на общеевропейском, исключительно англоязычном телеканале MTV Europe. Беккер была первой немкой, которая вела там и была там виджеем, и среди программ, которые она вела, были «The Coca-Cola Report», «The European Top 20» и «Awake on the Wild Side». Она проработала там до 1996 года. Работая на MTV Europe, с 1993 по 1995 год, она создала и модерировала молодежную программу Bravo TV на немецком телеканале RTL 2.
С 1996 по 1999 год она вела ежедневную культурную программу «Билет» на канале NBC Europe.
С 2000 по 2009 год Беккер продолжала работать телеведущей и закадровым голосом. В 2005 году она вела музыкальное шоу на борту самолета авиакомпании Emirate Airlines.
В 1994 году За свою работу в качестве телеведущей Беккер была награждена премией «Золотая камера», а в 1993 и 1994 годах — двумя премиями «Bravo Otto». 
Беккер также проводит и представляет конференции, бизнес-презентации и гала-вечера по всей Европе.

## Личная жизнь
В 1992 году Беккер начала встречаться с бывшим пакистанским игроком в крикет, а теперь и бывшим премьер-министром Имраном Ханом.  Он дал ей книги об исламе и взял её с собой в путешествие по Пакистану. В 1995 году она приняла ислам суннитского толка, ранее она исповедовала протестантизм. Отношения закончились через три года. По словам Беккер, она и Хан планировали пожениться и переехать в Скарду.
Она не носит платок постоянно, но настаивает на том, что «женщины, которые покрывают себя, не подвергаются дискриминации, а наоборот, пользуются уважением». В мае 2009 года она опубликовала книгу «От MTV до Мекки – как ислам изменил мою жизнь».
14 апреля 2006 года она вышла замуж за марокканского тележурналиста Рашида Джафара. Позже они с Джафаром развелись. Беккер живёт в Лондоне и работает консультантом по изящному искусству. 

## Озвучивание фильмов
- 1994: Астерикс завоёвывает Америку как Ха-Чи (немецкий дубляж)

## Публикации
- «От MTV до Мекки – как ислам изменил мою жизнь» (англ. From MTV to Mecca: How Islam Inspired My Life), 2009; ISBN 978-1908129819
- «Ислам как путь сердца: почему я мусульманин» (нем. Der Islam als Weg des Herzens: Warum ich Muslima bin), 2010; ISBN 978-3-548-74511-4